# Ian McCall
Ian Gregory McCall (Dana Point, 5 luglio 1984) è un lottatore di arti marziali miste statunitense.
Combatte nella categoria dei pesi mosca per l'organizzazione UFC.
Nel 2011, prima di firmare un contratto esclusivo con l'UFC, McCall era il campione dei pesi mosca TPF in carica.
Per i ranking ufficiali dell'UFC è il contendente numero 3 nella divisione dei pesi mosca.

## Carriera nelle arti marziali miste

### Inizi
Ian McCall inizia la sua carriera nelle arti marziali miste nella categoria dei pesi gallo.
Debutta il 3 agosto 2002 nella promozione Warriors Quest con una vittoria per strangolamento.
Combatte vari incontri in leghe minori degli Stati Uniti mettendo a segno un record personale di 5-0.

### World Extreme Cagefighting
Nel 2007 McCall riesce a stipulare un contratto con la WEC, prestigiosissima lega nazionale per le categorie di peso più leggere.
Esordisce con una vittoria per KO sull'imbattuto Coty Wheeler, ma nell'incontro successivo dovrà arrendersi all'ex campione KOTC Charlie Valencia, che sottomette McCall con uno strangolamento.
Nel 2009 ebbe l'occasione di sfidare un emergente Dominick Cruz, lottatore che di lì a pochi anni sarebbe diventato campione WEC e UFC: McCall perde ai punti, raccogliendo così la sua seconda sconfitta in carriera.

### Tachi Palace Fights
Nel 2011 McCall fa la scelta di passare ai pesi mosca, categoria di peso al tempo scarsamente inflazionata e non considerata da buona parte delle maggiori federazioni mondiali di arti marziali miste; firma così un contratto con la TPF, associazione californiana che organizza i propri eventi presso il Tachi Palace Hotel & Casino di Lemoore.
Qui McCall esordisce alla grande sconfiggendo ai punti il brasiliano Jussier da Silva, risultato considerato un upset visto che al tempo da Silva era considerato il peso mosca numero 1 in assoluto.
McCall sconfigge anche Dustin Ortiz e sottomette il campione in carica Darrell Montague, divenendo quindi campione di categoria Tachi Palace Fights.

### Ultimate Fighting Championship
Sul finire del 2011 la UFC, al tempo considerata la migliore lega di arti marziali miste del mondo, decise di istituire la categoria dei pesi mosca creando di conseguenza la nuova cintura di campione.
McCall, al tempo considerato il peso mosca più forte del mondo, firmò il nuovo contratto con l'UFC nel dicembre 2011 ed esordì il 3 marzo 2012 nell'evento UFC on FX: Alves vs. Kampmann, dove prese parte al torneo a quattro che avrebbe determinato il primo campione dei pesi mosca UFC.
L'avversario in semifinale era Demetrious Johnson, ex contendente al titolo dei pesi gallo UFC: l'incontro fu molto combattuto ed al termine dei tre round i giudici assegnarono una vittoria non unanime a Johnson, sentenza che fece imbestialire McCall che lasciò immediatamente l'ottagono a testa bassa; successivamente il risultato venne cambiato in un pareggio. Nel successivo rematch McCall soccombe al buon striking dell'avversario e viene sconfitto ai punti, uscendo quindi dal torneo valido per il titolo di categoria.
Nel febbraio 2013 sfida il finalista del torneo Joseph Benavidez, sconfitto anch'esso da Demetrious Johnson: McCall perse per decisione unanime dei giudici di gara, i quali assegnarono due round su tre al rivale.
Ottiene il primo successo in UFC in agosto quando in Brasile affronta il lottatore di casa Iliarde Santos vincendo per decisione unanime e ottenendo anche il premio Fight of the Night.
In dicembre avrebbe dovuto affrontare l'ex peso gallo Scott Jorgensen, ma proprio McCall s'infortunò e non poté prendere parte al match; nel marzo 2014 doveva lottare nel Regno Unito contro l'atleta di casa Brad Pickett, ma ancora una volta McCall diede forfait a causa di un acciacco e l'incontro venne posticipato a luglio: in una sfida cruciale per la categoria McCall s'impose ai punti contro il forte atleta britannico.
A novembre avrebbe dovuto affrontare John Lineker, ma dopo la verifica del peso, McCall ebbe un'infezione virale e fu costretto a rinunciare all'incontro, incontro che venne posticipato a gennaio 2015: la corsa di McCall venne fermata dal potente striker sudamericano e contendente numero 6 dei ranking, il quale s'impose per decisione unanime.
Ad agosto doveva vedersela con Dustin Ortiz. Tuttavia, McCall si infortunò verso la fine di giugno e non potendo prendere parte all'evento venne sostituito da Willie Gates.
McCall doveva affrontare Justin Scoggins il 30 luglio del 2016, all'evento UFC 201. Tuttavia, solo 2 giorni prima dell'evento, Scoggins annunciò di aver avuto grossi problemi nel taglio del peso. La UFC decise quindi di cancellare l'intero match.
Il 10 settembre doveva competere all'evento UFC 203, affrontando Ray Borg. Il 7 settembre, però, Borg subì un infortunio e venne rimosso dalla card. A causa del poco tempo a disposizione, non venne trovato un altro lottatore da poter accoppiare a McCall.
A novembre del 2016 avrebbe dovuto affrontare Neil Seery. Tuttavia, a causa di alcuni problemi di salute dovuti al taglio del peso, McCall venne rimosso dall'incontro.

### Risultati nelle arti marziali miste
| Risultato | Record | Avversario         | Metodo                           | Evento                                   | Data             | Round | Tempo | Città                    | Note                                                |
| --------- | ------ | ------------------ | -------------------------------- | ---------------------------------------- | ---------------- | ----- | ----- | ------------------------ | --------------------------------------------------- |
| Sconfitta | 13-5-1 | John Lineker       | Decisione (unanime)              | UFC 183: Silva vs. Diaz                  | 31 gennaio 2015  | 3     | 5:00  | Las Vegas, Stati Uniti   | Incontro Catchweight (58 Kg)                        |
| Vittoria  | 13-4-1 | Brad Pickett       | Decisione (unanime)              | UFC Fight Night: McGregor vs. Brandao    | 19 luglio 2014   | 3     | 5:00  | Dublino, Irlanda         |                                                     |
| Vittoria  | 12-4-1 | Iliarde Santos     | Decisione (unanime)              | UFC 163: Aldo vs. Korean Zombie          | 3 agosto 2013    | 3     | 5:00  | Rio de Janeiro, Brasile  |                                                     |
| Sconfitta | 11-4-1 | Joseph Benavidez   | Decisione (unanime)              | UFC 156: Aldo vs. Edgar                  | 2 febbraio 2013  | 3     | 5:00  | Las Vegas, Stati Uniti   |                                                     |
| Sconfitta | 11-3-1 | Demetrious Johnson | Decisione (unanime)              | UFC on FX: Johnson vs. McCall            | 8 giugno 2012    | 3     | 5:00  | Sunrise, Stati Uniti     | Torneo per il titolo dei Pesi Mosca UFC, Semifinale |
| Parità    | 11-2-1 | Demetrious Johnson | Parità                           | UFC on FX: Alves vs. Kampmann            | 3 marzo 2012     | 3     | 5:00  | Sydney, Australia        | Torneo per il titolo dei Pesi Mosca UFC, Semifinale |
| Vittoria  | 11–2   | Darrell Montague   | Sottomissione (rear naked choke) | Tachi Palace Fights 10                   | 5 agosto 2011    | 3     | 2:15  | Lemoore, Stati Uniti     | Vince il titolo dei Pesi Mosca TPF                  |
| Vittoria  | 10–2   | Dustin Ortiz       | Decisione (unanime)              | Tachi Palace Fights 9                    | 6 maggio 2011    | 3     | 5:00  | Lemoore, Stati Uniti     |                                                     |
| Vittoria  | 9–2    | Jussier Formiga    | Decisione (unanime)              | Tachi Palace Fights 8                    | 18 febbraio 2011 | 3     | 5:00  | Lemoore, Stati Uniti     | Debutto in TPF, Pesi Mosca                          |
| Vittoria  | 8–2    | Jeff Willingham    | Sottomissione (triangolo)        | MEZ Sports: Pandemonium 3                | 19 novembre 2010 | 1     | 2:17  | Los Angeles, Stati Uniti |                                                     |
| Sconfitta | 7–2    | Dominick Cruz      | Decisione (unanime)              | WEC 38: Varner vs. Cerrone               | 25 gennaio 2009  | 3     | 5:00  | San Diego, Stati Uniti   |                                                     |
| Vittoria  | 7–1    | Kevin Dunsmoor     | Decisione (unanime)              | Total Combat 32                          | 2 ottobre 2008   | 3     | 5:00  | El Cajon, Stati Uniti    |                                                     |
| Sconfitta | 6–1    | Charlie Valencia   | Sottomissione (ghigliottina)     | WEC 31: Faber vs. Curran                 | 12 dicembre 2007 | 1     | 3:19  | Las Vegas, Stati Uniti   |                                                     |
| Vittoria  | 6–0    | Coty Wheeler       | KO Tecnico (pugni)               | WEC 30: McCullough vs. Crunkilton        | 5 settembre 2007 | 3     | 4:34  | Las Vegas, Stati Uniti   | Debutto in WEC                                      |
| Vittoria  | 5–0    | Rick McCorkell     | KO Tecnico                       | Battle in the Ballroom: Summer Fist 2007 | 28 giugno 2007   | 1     | 0:13  | Costa Mesa, Stati Uniti  |                                                     |
| Vittoria  | 4–0    | Chris David        | Decisione (unanime)              | Total Combat 15                          | 15 luglio 2006   | 3     | -     | San Diego, Stati Uniti   |                                                     |
| Vittoria  | 3–0    | Musa Toliver       | KO Tecnico (stop dall'angolo)    | WFC: Rumble at the Ramada                | 8 dicembre 2005  | 2     | -     | Norwalk, Stati Uniti     |                                                     |
| Vittoria  | 2–0    | Chris Acevedo      | KO Tecnico (stop dall'angolo)    | CFC: Crown Fighting 1                    | 4 settembre 2004 | 1     | -     | Rosarito, Messico        |                                                     |
| Vittoria  | 1–0    | Jerry Samson       | Sottomissione (rear naked choke) | Warriors Quest 6: Best of the Best       | 3 agosto 2002    | 2     | 2:32  | Honolulu, Stati Uniti    |                                                     |